# LinuxWorld

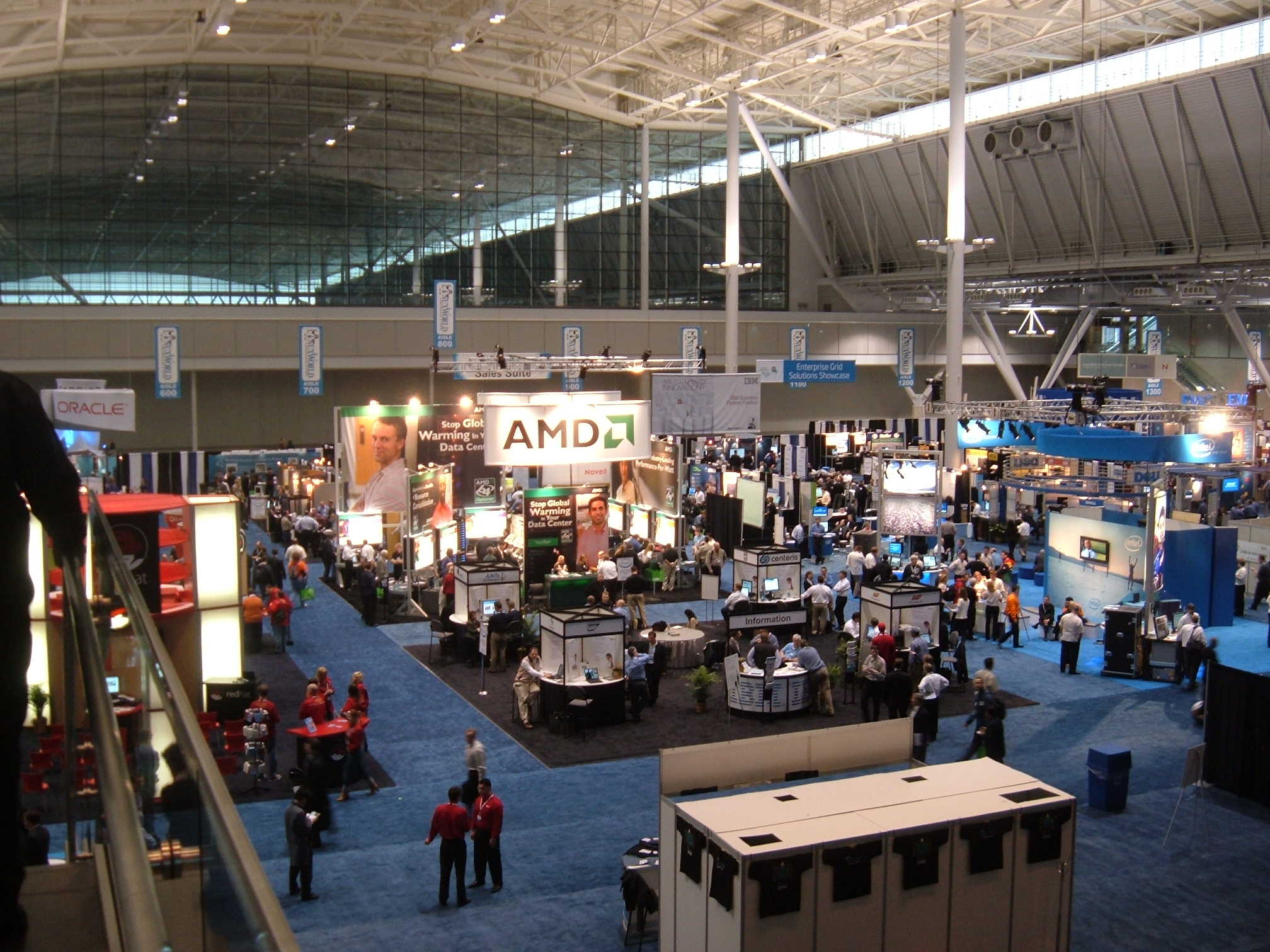
Le LinuxWorld 2006 au Centre des Expositions de Boston.

Le LinuxWorld Conference and Expo est une série de conférences et d'expositions partout dans le monde qui se concentre autour des solutions Open Source et tout particulièrement GNU/Linux dans le secteur de la micro-informatique.